# Tellinoidea
Tellinoidea è una superfamiglia di molluschi bivalvi.

## Foto

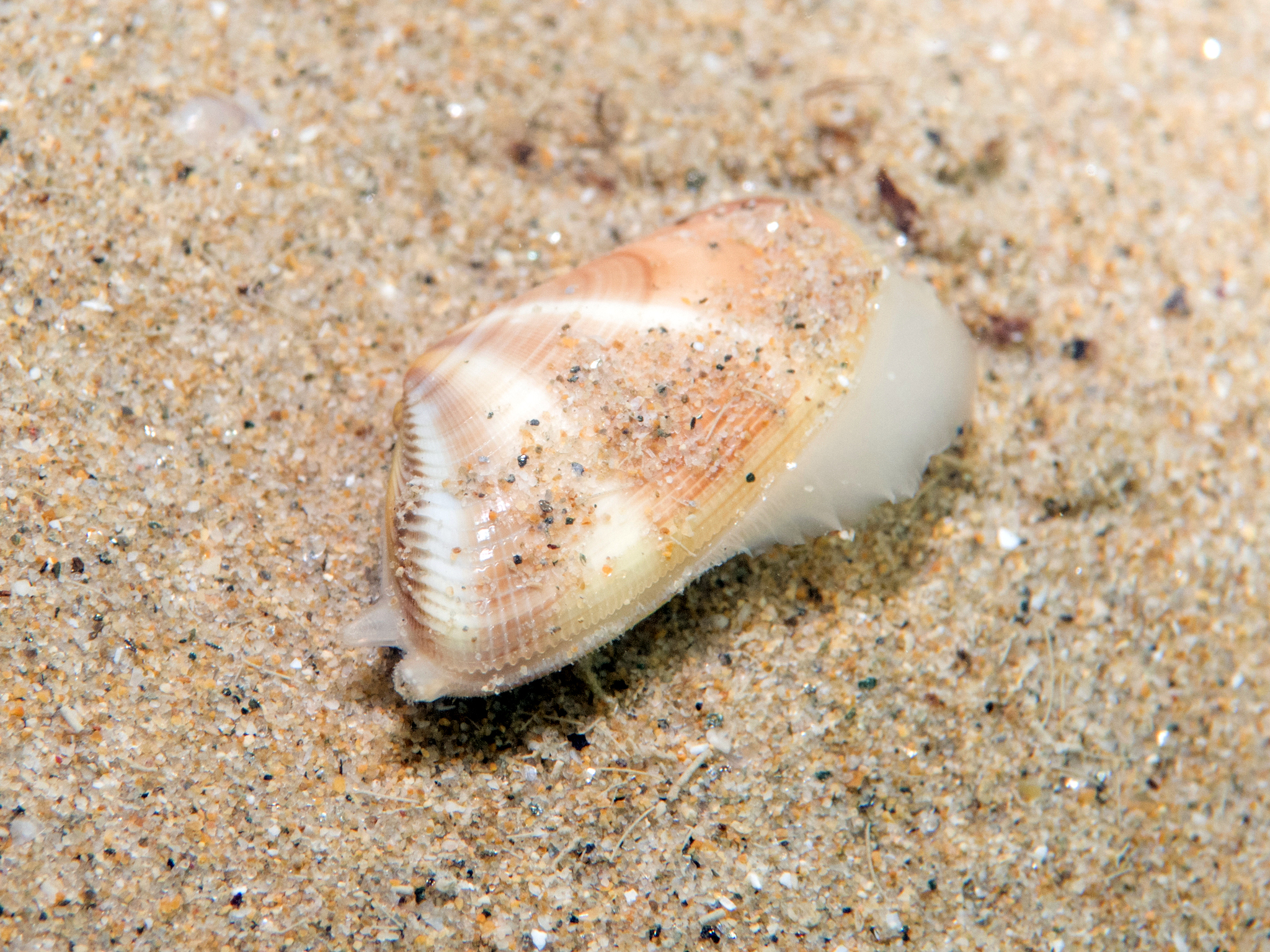
Donax semistriatus

## Collegamenti esterni

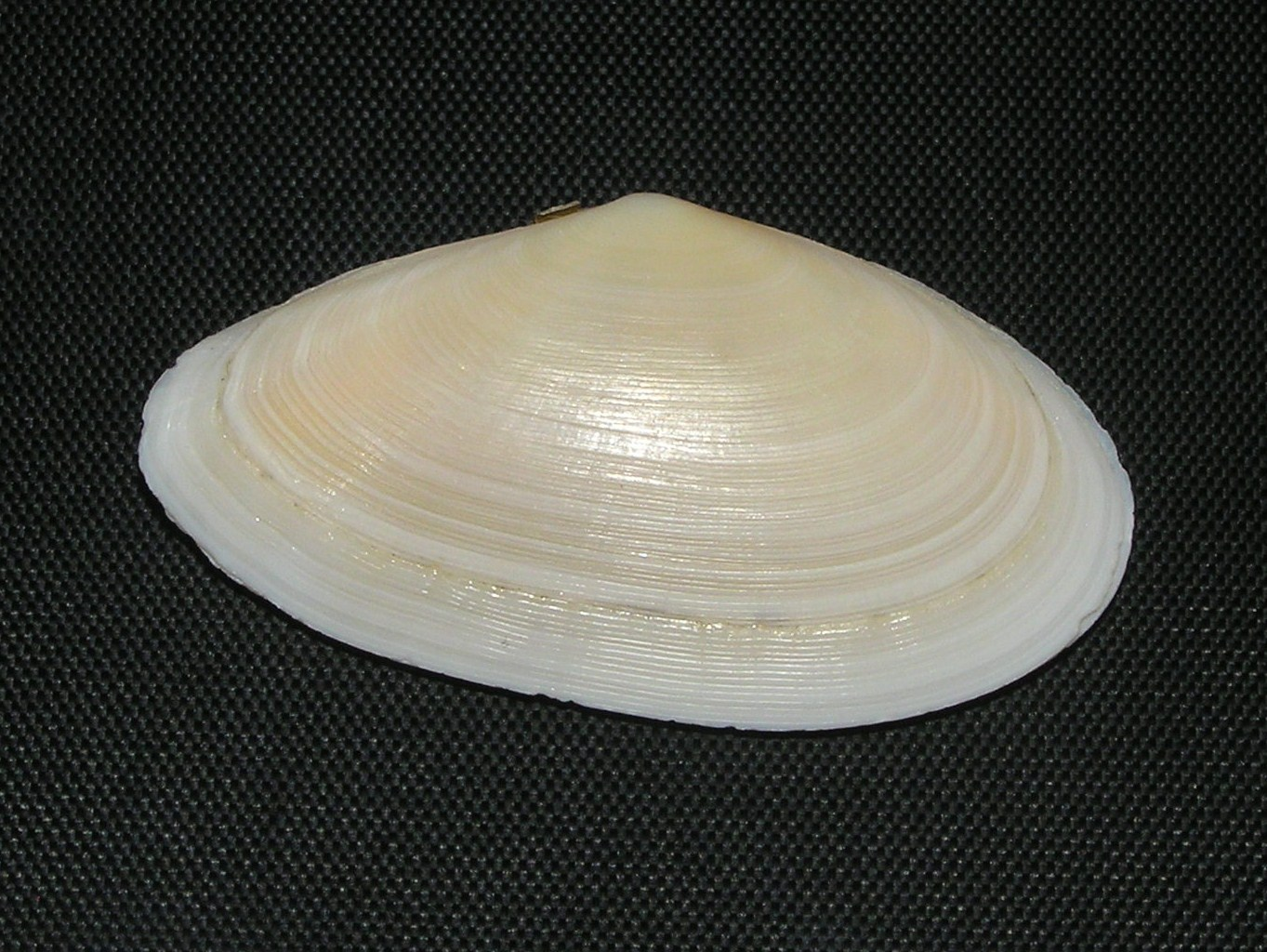
Peronidia albicans

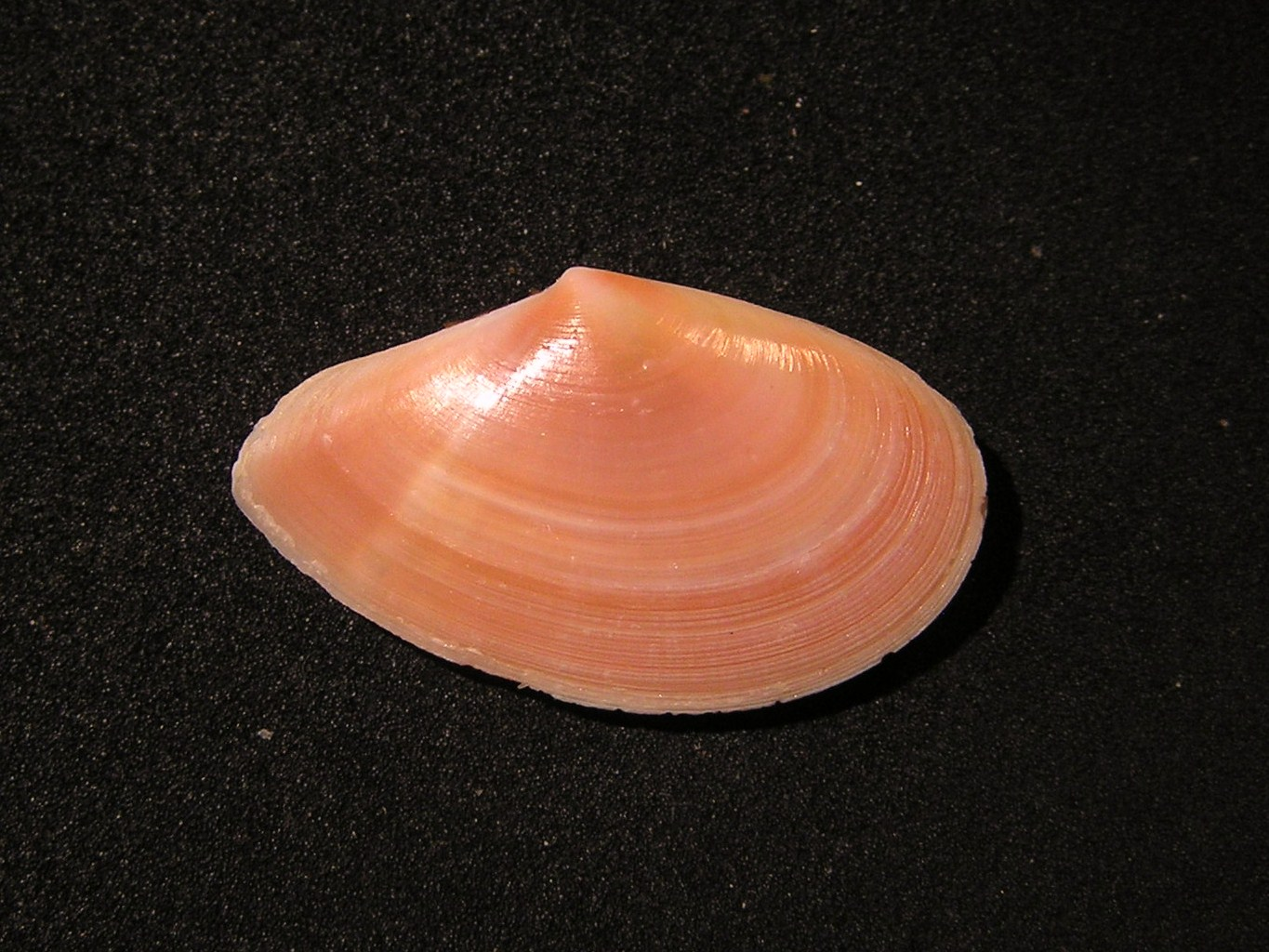
Bosemprella incarnata

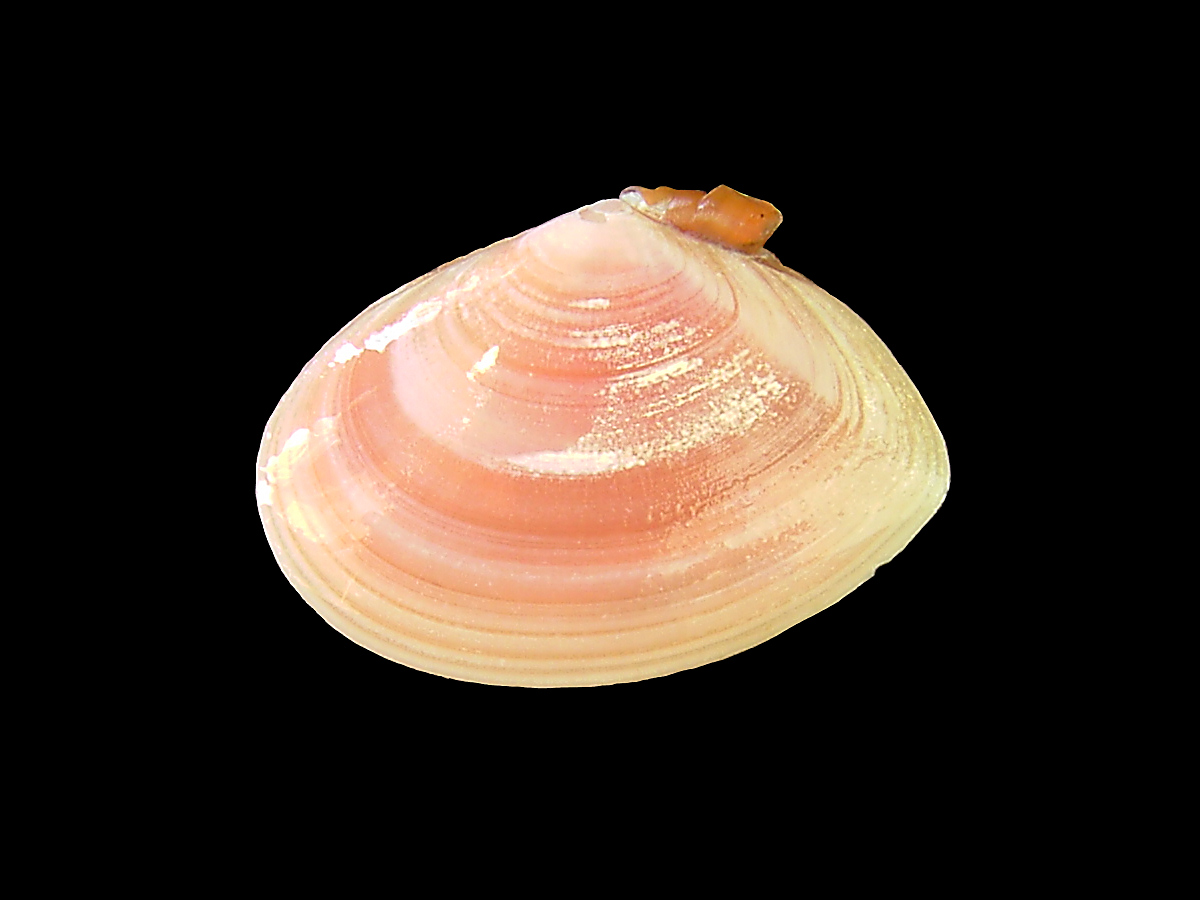
Macomangulus tenuis

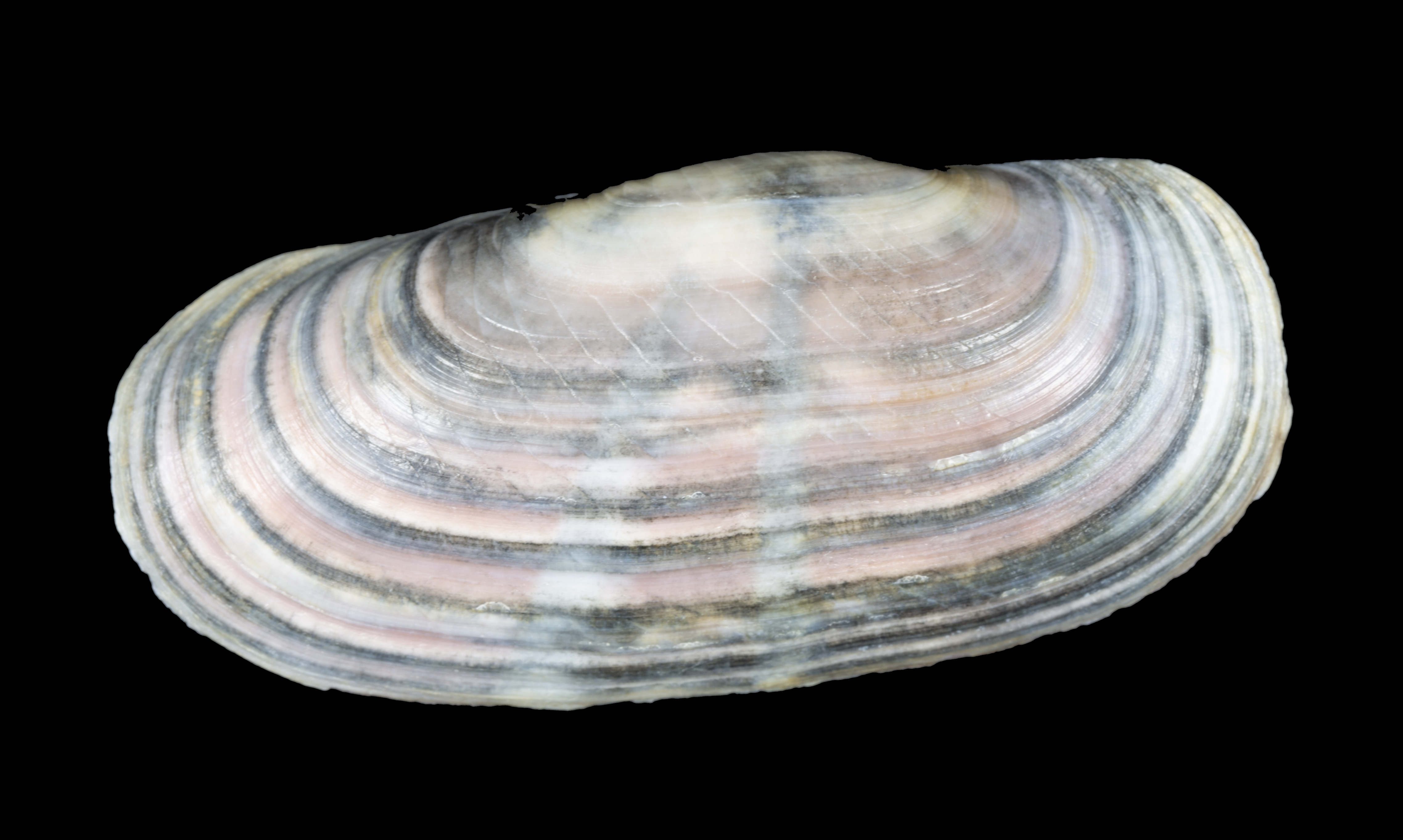
Solecurtus strigilatus

## Famiglie
- Donacidae Fleming, 1828
- Psammobiidae Fleming, 1828
- Scrobiculariidae H. & A. Adams, 1856
- Semelidae Stoliczka, 1870
- Solecurtidae Orbigny, 1846
- Tellinidae Blainville, 1814